# Соукуп, Ондржей
Ондржей Соукуп (чеш. Ondřej Soukup; род. 2 мая 1951 года) - чешский композитор и басист.

## Биография
В 1975 году окончил Пражскую консерваторию. Затем играл во многих джазовых и эстрадных коллективах (Пражский Биг-Бэнд, Оркестр Карела Готта и др.). После 1980 года начал сочинять музыку и написал много песен для некоторых певцов. Также писал музыку к мультфильмам и телевизионным программам. В 1983 году состоялся дебют Соукупа как композитора в художественном фильме «Druhý tah pěšcem». С тех пор он написал музыку более чем к 20 художественным фильмам, включая оскароносный фильм Яна Сверака «Коля». В 1998 году композитор получил премию «Чешский лев» в номинации «Лучшая музыка» за фильм Юрая Якубиско «Неясная весть о конце света». Второго «Чешского льва» Соукуп получил в 2001 году за музыку к фильму Яна Сверака «Зияющая синева». Также он написал музыку к другому фильму Сверака, «Пустая тара», и к сериалу «Больница на окраине города. Новые судьбы»

## Творчество
С 1989 года Ондржей Соукуп сотрудничает с поэтессой Габриэлой Освальдовой, с которой одно время состоял в браке. Началом их творческого тандема стала песня «Мисс Москва» (чеш. Miss Moskva), написанная для Иржи Корна и ставшая хитом 1989 года. В течение многих лет Соукуп сотрудничал с певицей Луцией Билой. Он написал песни для четырёх её альбомов, один из которых, «Missariel», в 1993 году был удостоен пяти премий «Ангел» (чеш. Anděl; чешский аналог «Грэмми»). Среди наиболее интересных музыкальных проектов Соукупа - музыка к балету «Шахматы» и оратория «Сад земных наслаждений», вдохновлённая жизнью Иеронима Босха.
30 марта 2000 года состоялась премьера мюзикла Соукупа и Габриэлы Освальдовой «Жанна Д'Арк». Этот мюзикл посетило более 350000 человек (825 спектаклей). Он также был показан на Первом всемирном музыкальном фестивале в Кардиффе.
В 2015 году Ондржей Соукуп написал музыку для ледового шоу «Маша и Медведь» по мотивам одноимённого российского мультсериала.

## Семья
Был женат на Габриэле Освальдовой, от которой у Соукупа есть сын Франтишек, также композитор. С 2003 года жил со словацкой певицей Луцией Шораловой, от которой у него есть дочь Ребека и сын Ондржей. 7 января 2017 года Ондржей Соукуп и Луция Шоралова вступили в брак.

## Избранная фильмография
- Druhý tah pěšcem
- Пугало из чердачного окна
- Боны и покой
- Путь на юго-запад
- Аккумулятор
- Коля
- Неясная весть о конце света
- Жар-птица
- Лебединое озеро
- Зияющая синева
- Мах, Шебестова и волшебная телефонная трубка
- Пустая тара
- Больница на окраине города. Новые судьбы
- Боны и покой 2
- Лида Баарова